# 김백선
김백선(金百先, ? ~ 1896년 3월 29일)은 구한말의 의병장이었다.

## 생애
호 산남(山南), 일명 金伯善·金栢先. 경기도 양평 출생이며 한때 경기도 부평과 경상북도 경주에서 각각 잠시 유년기를 보낸 적이 있는 그는 경주 김(金)씨 출신으로 기개와 용력이 비상하였다. 1894년 동학농민군이 지평(砥平)에서 일어나자 동향 사람이던 맹영재(孟英在)와 함께 포수대를 조직, 이를 토벌하였다. 맹영재는 그 공으로 지평군수가 되었고 김백선은 절충장군(折忠將軍)이 내려졌다.
이듬해 을미사변이 일어나고 단발령이 내려져 항일 기운이 고조되자, 맹영재를 찾아가 함께 의병을 일으킬 것을 제안했으나 거절당하였다. 이 때 마침 제천에서 이필희(李弼熙)·이춘영(李春永)·안승우(安承禹) 등이 의병을 일으키자, 1896년 1월 휘하 포군 400여 명을 이끌고 합류함으로써 제천의병에 실질적인 전투력을 제공하였다.
이어 같은 달 28일 유인석(柳麟錫)이 제천의병의 지휘를 맡아 부대의 편제를 정할 때 선봉장에 임명되어, 충주성전투 등에서 두드러진 활약을 보였다.
3월 27일 가흥(可興)에 주둔하고 있던 일본군 수비대를 공격, 진지를 점령하던 중 본진에 요청한 원군이 오지 않아 점령에 실패하고 끝내 패퇴하게 되자, 원군을 보내지 않은 중군장 안승우에게 거세게 항의하였다. 이것이 결국 빌미가 되어 군기를 문란하게 하였다는 죄목으로 처형되었다.
이 사건은 휘하 의병들의 사기를 떨어뜨리고 의진을 동요시켜, 제천의병의 급격한 쇠퇴를 가져오게 한 원인이 되기도 하였다. 또한, 의병 내부에서 종종 발생하던 양반 유생과 평민 ·천민 간의 상하 신분 갈등 사건으로 칭하는 경우도 있으나 후손들은 김백선이 양반 출신이라는 점에서 상민으로 천시된 사건으로 보고있다.
1968년 대통령표창, 1991년 건국훈장 애국장이 추서되었고 묘소는 경기도 양평군 갈운리에 있다.

## 같이 보기
- 의병장 김백선 묘 - 양평군의 향토유적 제42호